# الوقت إلى السوق

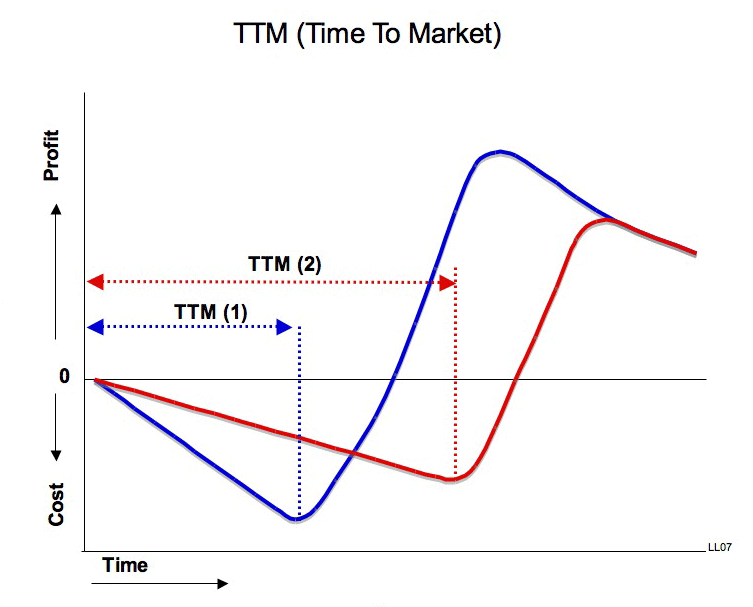

في مجال التجارة, يشير مصطلح الوقت إلى السوق (TTM) إلى المدة الزمنية التي يستغرقها أي منتج منذ حيز التصور حتى حيز الإتاحة للبيع. فالوقت إلى السوق أمر هام في الصناعات حيث تنتهي موضة المنتجات بسرعة. والافتراض الشائع هو أن لمعيار الوقت إلى السوق أهمية كبرى بالنسبة للمنتجات ذات التقنية المبتكرة ولكن في الواقع غالبًا ما يكون لدى القائد فسحة من الوقت في حين يعمل الأتباع على مدار الساعة بشكل واضح.

## قياس الوقت إلى السوق
لا توجد معايير لقياس الوقت إلى السوق والقيم المقاسة يمكن أن تختلف اختلافا كبيرا. أولاً هناك تباين كبير في كيفية تعريف مختلف المنظمات لبداية الفترة. على سبيل المثال في صناعة السيارات تبدأ فترة التطوير عندما تتم الموافقة على مفهوم المنتج. وهناك منظمات أخرى تدرك أن القليل سيحدث حتى يكتمل موظفو المشروع والذي يمكن أن يستغرق وقتا طويلا بعد الموافقة إذا ارتبط المطورون مع مشاريع قائمة. ولذلك فإنها تنظر إلى نقطة البداية عندما يكتمل موظفو المشروع. ويطلق على الجزء المبدئي من المشروع - قبل الحصول على الموافقة أو توزيع المهام على الموظفين بالكامل - المرحلة النهائية الناقصة, وهذه المرحلة يمكن أن تستهلك قدرا كبيرًا من الوقت. على الرغم من صعوبة قياس المرحلة النهائية الناقصة، فإنه يجب تضمينها في قياسات الوقت إلى السوق للإدارة الفعالة للوقت إلى السوق.
ثانيًا تختلف تعريفات نهاية فترة الوقت إلى السوق. يقول أولئك الذين ينظرون إلى تطوير المنتجات كهندسة بأن الانتهاء من المشروع يكون عندما تحوله الهندسة إلى التصنيع. يعرف الآخرون النتيجة عند شحن أول نسخة من المنتج الجديد أو عندما يشتري الزبون ذلك. تحدد غالبًا الصناعات الكثيفة نقطة النهاية عند الوصول إلى حجم إنتاج معين مثل مليون وحدة في الشهر.
وأخيرًا تختلف قياسات الوقت إلى السوق (TTM) إلى حد كبير معتمدة على التعقيد - تعقد المنتج في حد ذاته حيث إنه يشتمل على تقنيات وعمليات التصنيع أو تعقيد تنظيمي للمشروع (على سبيل المثال الاستعانة بمكونات من مصادر خارجية). تكون المنتجات الجديدة المبتكرة إلى العالم أبطأ كثيرا من مشتقات المنتجات الحالية. قد نجحت بعض الشركات بوضع منتجاتها في فئات الحداثة ولكن ظلت مستويات التعقيد بعيدة المنال.
على الرغم من إمكانية اختلاف معيار الوقت إلى السوق كثيرًا فإن كل ما يهم هو قدرة معيار الوقت إلى السوق الخاص بالمؤسسة بالنسبة إلى منافسيها المباشرين. يجوز للمنظمات في الصناعات الأخرى أن تكون أسرع بكثير ولكن لا تشكل تهديدًا تنافسيًا رغم أن إحداها قد تكون قادرة على التعلم منهم والتكيف مع تقنياتها.

## الوقت إلى السوق والجودة
الافتراض الضمني للعديد هو أن الوقت إلى السوق وجودة المنتج يعارضان سمات عملية التطوير. يمكن أن يتحسن الوقت إلى السوق (بأن يقصر) عن طريق تخطي خطوات عملية التطوير وبالتالي المساس بجودة المنتج. وبالنسبة لأولئك الذين يستخدمون عمليات تطوير منظمة للغاية مثل نموذج المرحلة - البوابة أو ستة سيغما, كثيرا ما ينظر إلى تطوير المنتج باعتباره تسلسلاً من الخطوات المحددة الواضحة التي يجب اتباعها. فتخطي المنظمة خطوة ما - بسبب ضغط الوقت المتصور - على سبيل المثال لا يقوض الجودة فقط ولكن يمكن أن يطيل مدة الوقت إلى السوق في نهاية المطاف إذا ما كان لزامًا على المنظمة إكمال أو تكرار الخطوة في وقت لاحق. بعد هذه الرؤية يتم تحسين الوقت إلى السوق عادة باتباع كافة الخطوات المقررة.
منظمات أخرى تعمل على نحو أكثر شدة مع الإدراك بأن الخطوات ليست بحاجة إلى الاكتمال لكل مشروع. وعلاوة على ذلك فإنها تطبق الأدوات والتقنيات الفعالة التي من شأنها تقصر أو تجعل الخطوات تتداخل وتقلل وقت صنع القرار وأتمتة الأنشطة. كثير من هذه الأدوات والتقنيات متاحة (انظر المراجع أدناه).

## أنواع الوقت إلى السوق
تواصل المنظمات تحسين الوقت إلى السوق لمجموعة متنوعة من الأسباب. وتتمثل بعض اختلافات الوقت إلى السوق في
- السرعة الصرفة: بمعنى تدشين المنتج إلى السوق في أسرع وقت ممكن. وهذا ذو قيمة في الصناعات سريعة الحركة ولكنها ليست دائمًا أفضل هدف.
- مواعيد تسليم أكثر قابلية للتنبؤ. بدلًا من الوصول إلى السوق في أقرب وقت ممكن والتقديم في الوقت المحدد، على سبيل المثال من الممكن أن يكون أكثر قيمة إذا عرض المنتج الجديد في معرض تجاري. بالإضافة إلى عمليات مثل المرحلة- البوابة وستة سيغما فإن إدارة مخاطر المشروع (انظر المراجع أدناه) هي أداة فعالة هنا.
- تقليل الموارد وبالأخص القوى العاملة. يتصور العديد من المديرين أنه كلما قصر أمد المشروع قلت التكلفة ولذلك يحاولون استخدام الوقت إلى السوق كوسيلة لخفض النفقات. للأسف الوسيلة الأساسية لتقليل الوقت إلى السوق هي التوظيف الكثيف في المشروع لذلك قد يكون المشروع الأسرع أكثر تكلفة في الواقع.
- المرونة لإجراء تغييرات. يرتبط ابتكار المنتجات ارتباطًا وثيقًا بالتغيير وغالبًا ما يظهر الحاجة إلى التغيير منتصف الطريق في المشروع. وبناء على ذلك، فإن القدرة على إجراء تغييرات أثناء التطوير دون أن تكون هدامة للغاية يمكن أن تكون ذات قيمة. فعلى سبيل المثال يمكن أن يكون هدف الشخص هو إرضاء العملاء، وهو ما يمكن تحقيقه من خلال تعديل متطلبات المنتج أثناء تطويره استجابة لملاحظات العملاء. ولذلك يمكن قياس الوقت إلى السوق من وقت آخر تغيير في المتطلبات حتى تسليم المنتج.

توضح هذه الأنواع من مقاييس الوقت إلى السوق بأنه ينبغي انحياز أهداف الوقت إلى السوق (TTM) للمؤسسة لإستراتيجية أعمالها بدلًا من متابعة السرعة بتهور.

## معلومات تاريخية
تم تنظيم أول مؤتمر مسجل عن الوقت إلى السوق من قبل بارت هول (Bart Hall) وعقد في 25 و26 أكتوبر عام 1995 في فندق سانت جيمس في لندن. وترأسه مايك وودمان (Mike Woodman) ثم وجيكا (Logica) للاستشارات والآن كوبليكسيز للاستشارات (Coplexis Consulting) وألين بورتر لألت (AIIT).